# Liste der Naturdenkmale in Barsinghausen
Die Liste der Naturdenkmale in Barsinghausen nennt die Naturdenkmale in Barsinghausen in der Region Hannover in Niedersachsen.

## Naturdenkmale
Im Gebiet der Stadt Barsinghausen sind 15 Naturdenkmale verzeichnet.
| Bild                          | Bezeichnung                    | Ort, Lage                                                                      | Beschreibung | Schutzzweck                                            | Nummer   |
| ----------------------------- | ------------------------------ | ------------------------------------------------------------------------------ | --- | ------------------------------------------------------ | -------- |
| mehr Fotos \| Fotos hochladen | Tillylinde                     | Großgoltern auf dem alten Friedhof (52° 19′ 57,5″ N, 9° 30′ 0,7″ O)            | Geschichtlich bedeutsamer Baum, der im 12. Jahrhundert gepflanzt wurde. Hohe Vitalität trotz seines mit Stangen verstärkten hohlen Stammes. | Seltenheit sowie Bedeutung für Natur- und Heimatkunde. | ND-H 002 |
| mehr Fotos \| Fotos hochladen | Friedrichseiche                | Wichtringhausen (52° 20′ 32,9″ N, 9° 26′ 11,5″ O)                              | Alte, stattliche Eiche. | Eigenart und Schönheit.                                | ND-H 003 |
| mehr Fotos \| Fotos hochladen | Eiche mit Teufelsstein         | Göxe Bundesstraße 65 / Ecke Lügensteinstraße (52° 20′ 25,5″ N, 9° 32′ 46,6″ O) | Die Eiche am Lügenstein. Ortsbildprägender Baum Der originale Lügenstein wurde im 18. Jhdt. zerbrochen, als Baumaterial verwendet und durch einen Mühlstein ersetzt. | Schönheit.                                             | ND-H 006 |
| mehr Fotos \| Fotos hochladen | 3 Rotbuchen                    | Stemmen (52° 20′ 59,6″ N, 9° 31′ 27″ O)                                        | Landschaftsprägende geschlossene Rotbuchengruppe auf der Höhe des Stemmer Berges Die Baumgruppe am östlichen Waldrand auf dem Schafberg überragt dessen sonstige Bewaldung. Einer der Bäume scheint inzwischen (2015) eingegangen zu sein. | Schönheit.                                             | ND-H 007 |
| Fotos hochladen               | Stieleiche                     | Bantorf (52° 19′ 32,1″ N, 9° 24′ 30,6″ O)                                      | Stattlicher Baum inmitten eines Hof-Eichen-Bestandes | Eigenart und Schönheit.                                | ND-H 012 |
| Fotos hochladen               | Baumgruppe                     | Barrigsen (52° 21′ 28,7″ N, 9° 30′ 3″ O)                                       | Baumgruppe (1 Eiche, 1 Buche, 1 Linde) auf dem Kluth | Eigenart.                                              | ND-H 013 |
| Fotos hochladen               | Eichengruppe                   | Göxe (52° 20′ 52,6″ N, 9° 33′ 41,6″ O)                                         | Landschaftsprägende Baumreihe am nördlichen Böschungsrand der Haferriede | Eigenart und Schönheit.                                | ND-H 017 |
| Fotos hochladen               | Stieleiche                     | Großgoltern (52° 19′ 55,6″ N, 9° 29′ 53,2″ O)                                  | Sehr alter, gut ausgeprägter Baum, der das Bild des Gutshofes und die Zufahrt zum Wasserschloss prägt. | Schönheit und Eigenart.                                | ND-H 027 |
| Fotos hochladen               | Rotbuche                       | Großgoltern (52° 19′ 56,9″ N, 9° 29′ 51,9″ O)                                  | Die Blutbuche steht im Park des Gutshofs. Ihr knorriger, kurzer Stamm mit einem Umfang von 8,5 m geht schon in geringer Höhe in eine straußförmige Krone über. Blutbuchen sind eine Gattung der Rotbuche mit kräftiger Rotfärbung des Blattwerks, darum werden sie gerne als Parkbäume genutzt.                                                | Schönheit.                                             | ND-H 028 |
| Fotos hochladen               | 2 Kastanienalleen              | Großgoltern (52° 19′ 59,6″ N, 9° 29′ 30,4″ O)                                  | Weithin sichtbare Alleen und damit landschaftsprägend entlang der westlichen Zufahrt zum Wasserschloss. | Schönheit.                                             | ND-H 029 |
| mehr Fotos \| Fotos hochladen | König-Wilhelm-Stollen          | Egestorf (52° 16′ 15,4″ N, 9° 30′ 42,2″ O)                                     | Der Stollen stellt ein in Niedersachsen nach Anzahl und Artenvielfalt einmaliges Quartier der vom Aussterben bedrohten streng geschützten Fledermäuse dar. Dem Stollen kommt große Bedeutung zur Erhaltung der Fledermäuse zu. Geschützt ist der auch Eisenbahnstollen genannte jüngere und besser erhaltene der beiden Stollen dieses Namens. | Wissenschaft, Natur- und Heimatkunde.                  | ND-H 157 |
| Fotos hochladen               | Stieleiche in Egestorf         | Egestorf (52° 16′ 51″ N, 9° 30′ 25,8″ O)                                       | Ortsbildprägende Eiche Ein Gedenkstein am Fuß des Baums nennt den 50. Jahrestag der Völkerschlacht bei Leipzig. Einige Meter nördlich der Eiche wurde 1927 ein Obelisk als Denkmal für die Weltkriegstoten errichtet und dieses später um Gedenksteine mit den Namen der im Zweiten Weltkrieg Gefallenen ergänzt.                              | Seltenheit und Schönheit.                              | ND-H 192 |
| Fotos hochladen               | Stieleiche im Beerbeekental    | Egestorf (52° 17′ 13,6″ N, 9° 29′ 16,6″ O)                                     | Ausgeprägte Stieleiche mit besonderer Bedeutung für das Landschaftsbild | Schönheit.                                             | ND-H 198 |
| mehr Fotos \| Fotos hochladen | Findling Ostermunzel           | Ostermunzel (52° 22′ 36,7″ N, 9° 30′ 6,6″ O)                                   | 27 Tonnen schwerer Gneis | Seltenheit und Eigenart.                               | ND-H 256 |
| mehr Fotos \| Fotos hochladen | Deister- oder Schwedenfindling | Egestorf (52° 16′ 8,3″ N, 9° 27′ 38,1″ O)                                      | etwa 170 kg schwerer unterkarbonischer Hardeberga-Sandstein | wissenschaftliche Bedeutung                            | ND-H 259 |

## Ehemalige Naturdenkmale
Seit dem Jahr 2001 wurde der Schutz für diese Naturdenkmale im Gebiet von Barsinghausen aufgehoben.
| Bild                          | Bezeichnung | Ort, Lage                                     | Beschreibung | Schutzzweck             | Nummer   |
| ----------------------------- | ----------- | --------------------------------------------- | --- | ----------------------- | -------- |
| mehr Fotos \| Fotos hochladen | Stieleiche  | Groß Munzel (52° 21′ 51,1″ N, 9° 28′ 45,1″ O) | Stattlicher Baum, der das Ortsbild prägt und die Hofeinfahrt markiert. Wegen Umsturzgefahr im Dezember 2016 gefällt, 2019 aus dem Verzeichnis gestrichen. | Eigenart und Schönheit. | ND-H 005 |
| BW                            | Stieleiche  | Barrigsen (52° 21′ 28″ N, 9° 28′ 56,4″ O)     | An einer Brücke über die Südaue bei der Kokemühle Am 3. Januar 2012 bei einem Sturm umgestürzt, im Oktober 2016 aus dem Denkmalverzeichnis gestrichen.    | Eigenart und Schönheit. | ND-H 014 |